# Nicki (Sängerin)/Diskografie
Diese Diskografie ist eine Übersicht über die musikalischen Werke der deutschen Schlager-Sängerin Nicki. Den Quellenangaben zufolge hat sie bisher mehr als fünf Millionen Tonträger verkauft. Ihre erfolgreichste Veröffentlichung ist das Album Ganz oder gar net mit über 500.000 verkauften Einheiten.

## Alben

### Studioalben
| Jahr | Titel                            | Höchstplatzierung, Gesamtwochen, AuszeichnungChartplatzierungen (Jahr, Titel, Platzierungen, Wochen, Auszeichnungen, Anmerkungen) | Höchstplatzierung, Gesamtwochen, AuszeichnungChartplatzierungen (Jahr, Titel, Platzierungen, Wochen, Auszeichnungen, Anmerkungen) | Höchstplatzierung, Gesamtwochen, AuszeichnungChartplatzierungen (Jahr, Titel, Platzierungen, Wochen, Auszeichnungen, Anmerkungen) | Anmerkungen                                                |
| Jahr | Titel                            | DE | AT | CH | Anmerkungen                                                |
| ---- | -------------------------------- | --- | --- | --- | ---------------------------------------------------------- |
| 1985 | Servus, Nicki                    | DE— GoldDE | AT18 Platin · (14 Wo.)AT | — | Erstveröffentlichung: 9. April 1985 Verkäufe: + 300.000    |
| 1985 | Weihnachten mit Nicki            | — | — | — | Erstveröffentlichung: 1985                                 |
| 1986 | Ganz oder gar net                | DE16 Platin · (47 Wo.)DE | AT8 Gold · (14 Wo.)AT | CH17 Gold · (7 Wo.)CH | Erstveröffentlichung: 28. April 1986 Verkäufe: + 550.000   |
| 1987 | Kleine Wunder                    | DE4 Gold · (24 Wo.)DE | AT14 (6 Wo.)AT | CH5 Platin · (11 Wo.)CH | Erstveröffentlichung: 20. Juli 1987 Verkäufe: + 300.000    |
| 1988 | Radio Bavaria                    | DE28 Gold · (14 Wo.)DE | — | CH16 Gold · (9 Wo.)CH | Erstveröffentlichung: 7. November 1988 Verkäufe: + 275.000 |
| 1990 | Immer mehr                       | DE22 (23 Wo.)DE | — | CH17 Gold · (11 Wo.)CH | Erstveröffentlichung: 14. Mai 1990 Verkäufe: + 25.000      |
| 1992 | Grenzenlos                       | DE56 (5 Wo.)DE | — | CH30 (1 Wo.)CH | Erstveröffentlichung: 12. April 1992                       |
| 1993 | Tausend Fragen                   | — | AT37 (1 Wo.)AT | — | Erstveröffentlichung: 30. August 1993                      |
| 1995 | Ois Easy – 10 neue Country Songs | DE73 (7 Wo.)DE | — | — | Erstveröffentlichung: 11. April 1995                       |
| 1996 | Herzsprünge                      | — | AT46 (2 Wo.)AT | — | Erstveröffentlichung: 20. September 1996                   |
| 1999 | Zurück zu mir                    | — | AT45 (1 Wo.)AT | — | Erstveröffentlichung: 1. März 1999                         |
| 2006 | I gib wieder Gas                 | DE87 (1 Wo.)DE | — | — | Erstveröffentlichung: 15. September 2006                   |
| 2009 | Passt scho!                      | — | — | — | Erstveröffentlichung: 16. September 2009                   |
| 2011 | So wie i                         | — | — | — | Erstveröffentlichung: 8. April 2011                        |
| 2018 | Herzhoamat                       | DE76 (1 Wo.)DE | AT69 (1 Wo.)AT | CH87 (1 Wo.)CH | Erstveröffentlichung: 19. Oktober 2018                     |

### Kompilationen
| Jahr | Titel         | Höchstplatzierung, Gesamtwochen, AuszeichnungChartplatzierungen (Jahr, Titel, Platzierungen, Wochen, Auszeichnungen, Anmerkungen) | Höchstplatzierung, Gesamtwochen, AuszeichnungChartplatzierungen (Jahr, Titel, Platzierungen, Wochen, Auszeichnungen, Anmerkungen) | Höchstplatzierung, Gesamtwochen, AuszeichnungChartplatzierungen (Jahr, Titel, Platzierungen, Wochen, Auszeichnungen, Anmerkungen) | Anmerkungen                                                |
| Jahr | Titel         | DE | AT | CH | Anmerkungen                                                |
| ---- | ------------- | --- | --- | --- | ---------------------------------------------------------- |
| 1989 | Mein Hitalbum | DE9 Gold · (16 Wo.)DE | AT15 (14 Wo.)AT | CH9 Gold · (8 Wo.)CH | Erstveröffentlichung: 16. Oktober 1989 Verkäufe: + 275.000 |

Weitere Kompilationen
- 1993: Ihre Hits
- 1995: Golden Stars
- 1997: Mein Hitalbum II
- 2004: The Essential / Meine 20 größten Hits
- 2007: Schlager & Stars
- 2007: I bin a bayrisches Cowgirl
- 2011: All the Best
- 2011: 4 in 1 (4 Alben, Ltd. Edition)
- 2013: Mein Portrait
- 2013: 30 Jahre Nicki
- 2013: Nicki (Weltbild Edition)
- 2017: Ich find Schlager toll
- 2017: My Star
- 2018: Die große Hit-Kollektion (Shop24Direct Edition)
- 2023: Zeitlos

### EPs
- 1987: Nicki (DDR, Amiga)

## Singles
| Jahr | Titel Album                                         | Höchstplatzierung, Gesamtwochen, AuszeichnungChartplatzierungen (Jahr, Titel, Album, Platzierungen, Wochen, Auszeichnungen, Anmerkungen) | Höchstplatzierung, Gesamtwochen, AuszeichnungChartplatzierungen (Jahr, Titel, Album, Platzierungen, Wochen, Auszeichnungen, Anmerkungen) | Höchstplatzierung, Gesamtwochen, AuszeichnungChartplatzierungen (Jahr, Titel, Album, Platzierungen, Wochen, Auszeichnungen, Anmerkungen) | Anmerkungen                             |
| Jahr | Titel Album                                         | DE | AT | CH | Anmerkungen                             |
| ---- | --------------------------------------------------- | --- | --- | --- | --------------------------------------- |
| 1983 | Servus, mach’s guat Servus, Nicki                   | DE35 (16 Wo.)DE | — | — | Erstveröffentlichung: November 1983     |
| 1985 | Weil i immer no an Engerl glaub Servus, Nicki       | — | AT25 (2 Wo.)AT | — | Erstveröffentlichung: 1. Februar 1985   |
| 1985 | Warum schaust du mi ned o Servus, Nicki             | — | AT26 (4 Wo.)AT | — | Erstveröffentlichung: 17. April 1985    |
| 1985 | I wär’ am liabsten mit dir ganz alloa Servus, Nicki | DE36 (17 Wo.)DE | AT29 (2 Wo.)AT | — | Erstveröffentlichung: 5. August 1985    |
| 1985 | Mei schönster Traum Weihnachten mit Nicki           | DE56 (7 Wo.)DE | AT26 (2 Wo.)AT | — | Erstveröffentlichung: 23. Dezember 1985 |
| 1986 | Wenn i mit dir tanz Ganz oder gar net               | DE24 (15 Wo.)DE | AT10 (10 Wo.)AT | — | Erstveröffentlichung: 14. April 1986    |
| 1986 | Wegen dir Ganz oder gar net                         | DE19 (16 Wo.)DE | — | — | Erstveröffentlichung: 14. Juli 1986     |
| 1986 | Wenn d’ Sehnsucht brennt Ganz oder gar net          | DE50 (12 Wo.)DE | — | — | Erstveröffentlichung: 3. November 1986  |
| 1987 | Mehr von dir Kleine Wunder                          | DE38 (13 Wo.)DE | — | — | Erstveröffentlichung: 13. April 1987    |
| 1987 | Mit dir des wär mei Leben Kleine Wunder             | DE28 (12 Wo.)DE | — | — | Erstveröffentlichung: 13. Juli 1987     |
| 1988 | I bin a bayrisches Cowgirl Kleine Wunder            | DE42 (6 Wo.)DE | — | — | Erstveröffentlichung: 1. Februar 1988   |
| 1988 | Samstag Nacht Radio Bavaria                         | DE33 (13 Wo.)DE | — | — | Erstveröffentlichung: 17. Oktober 1988  |
| 1990 | Wie a Traum Immer mehr                              | DE25 (17 Wo.)DE | — | — | Erstveröffentlichung: 2. April 1990     |
| 1990 | Wenn du bei mir bist Immer mehr                     | DE54 (13 Wo.)DE | — | — | Erstveröffentlichung: 23. Juli 1990     |
| 1990 | Doch die Zeit bleibt stehn Immer mehr               | DE72 (5 Wo.)DE | — | — | Erstveröffentlichung: 29. Oktober 1990  |
| 1991 | Hals über Kopf Immer mehr                           | DE64 (10 Wo.)DE | — | — | Erstveröffentlichung: 13. Mai 1991      |
| 1992 | Du bist in meiner Macht Grenzenlos                  | DE54 (12 Wo.)DE | — | — | Erstveröffentlichung: 16. März 1992     |
| 1992 | Des geht vorbei Grenzenlos                          | DE67 (8 Wo.)DE | — | — | Erstveröffentlichung: 6. Juli 1992      |
| 1992 | Grenzenlos                                          | DE76 (3 Wo.)DE | — | — | Erstveröffentlichung: 9. November 1992  |
| 1993 | Was wärst du ohne mi Tausend Fragen                 | DE62 (11 Wo.)DE | — | — | Erstveröffentlichung: 23. August 1993   |

Weitere Singles
| - 1984: So a Wunder - 1987: Einsam ohne di - 1988: Koana war so wie du - 1988: Vasolidor - 1989: Hit-Medley - 1993: Wer die Augen schließt (wird nie die Wahrheit seh’n) (als Teil von Mut zur Menschlichkeit) - 1993: Hey net so schnell - 1993: Tausend Fragen - 1995: Immer nur bei dir - 1995: Des was i brauch - 1996: Schau mi net so an - 1996: Goodbye Jane - 1999: Ich kann’s nicht lassen - 1999: Du brichst mein Herz entzwei - 2000: Soviel mehr - 2006: I gib wieder Gas - 2006: Nie im Leb’n - 2007: Lebn oder leb’n lassen - 2008: Volle Fahrt - 2009: Endlich Sommer - 2009: Du musst koa Engel sei für mi - 2009: Der Fischer und der König - 2009: Medley 2009 | - 2010: I steh no immer auf di - 2010: I bin wieder frei - 2010: Wo bist du - 2011: So wie i - 2011: Weißbier im Grüna - 2011: Du bist des Beste für mi - 2012: Mir nix dir nix - 2012: Mit Volldampf in die 80er - 2012: Ist es wirklich vorbei? - 2013: Dad i di net so liebn - 2014: Der Rest der Nacht - 2018: Baby voulez vous (Duett mit Patrick Lindner) - 2018: Herzhoamat - 2019: Vorhang auf - 2019: How do you do? (Duett mit Patrick Lindner) - 2019: Alles ned so wichtig - 2020: A Cowgirl bleibt a Cowgirl - 2020: Wir geb'n ned auf (Bayrische Musiker gegen Corona) - 2020: Niederbayern - Mia hoidn zam (Künstler für Niederbayern) - 2020: Für alle (Bayern Plus) - 2021: Wenn i mit dir tanz (DeSchoWieda feat. Nicki & Fleischi) - 2022: Time to Dance (Bavarian Beat Lovers feat. Nicki) - 2023: I sing nur für mei Leben gern - 2024: Bleib wie du bist |

## Statistik

### Chartauswertung
|                     | DE    | AT    | CH    |
| ------------------- | ----- | ----- | ----- |
| Nummer-eins-Alben   | DE—DE | AT—AT | CH—CH |
| Top-10-Alben        | DE2DE | AT1AT | CH2CH |
| Alben in den Charts | DE9DE | AT8AT | CH7CH |

|                       | DE     | AT    | CH    |
| --------------------- | ------ | ----- | ----- |
| Nummer-eins-Singles   | DE—DE  | AT—AT | CH—CH |
| Top-10-Singles        | DE—DE  | AT1AT | CH—CH |
| Singles in den Charts | DE18DE | AT5AT | CH—CH |

### Auszeichnungen für Musikverkäufe
Anmerkung: Auszeichnungen in Ländern aus den Charttabellen bzw. Chartboxen sind in ebendiesen zu finden.
| Land/RegionAuszeichnungen für Musikverkäufe (Land/Region, Auszeichnungen, Verkäufe, Quellen) | Gold     | Platin     | Verkäufe  | Quellen                      |
| -------------------------------------------------------------------------------------------- | -------- | ---------- | --------- | ---------------------------- |
| Deutschland (BVMI)                                                                           | 4× Gold4 | Platin1    | 1.500.000 | musikindustrie.de            |
| Österreich (IFPI)                                                                            | Gold1    | Platin1    | 75.000    | worldradiohistory.com        |
| Schweiz (IFPI)                                                                               | 4× Gold4 | Platin1    | 150.000   | hitparade.ch Einzelnachweise |
| Insgesamt                                                                                    | 9× Gold9 | 3× Platin3 |           |                              |